# Cophixalus humicola
Cophixalus humicola är en groddjursart som beskrevs av Günther 2006. Cophixalus humicola ingår i släktet Cophixalus och familjen Microhylidae. IUCN kategoriserar arten globalt som livskraftig. Inga underarter finns listade i Catalogue of Life.